# International Opera Awards 2018
Die International Opera Awards 2018 stellten die sechste Verleihung der International Opera Awards dar. Die Nominierungen wurden am 29. Januar 2018 bekanntgegeben, die Verleihung erfolgte am 9. April 2018 im London Coliseum.

## Preisträger und Nominierte 2018
| Kategorie                                                   | Preisträger                                                                                          | Weitere Nominierte |
| ----------------------------------------------------------- | --- | --- |
| Sänger                                                      | Piotr Beczała                                                                                        | - Günther Groissböck - Peter Mattei - Eric Owens - Simone Piazzola - Michael Spyres |
| Sängerin                                                    | Malin Byström                                                                                        | - Carmen Giannattasio - Barbara Hannigan - Hui He - Ermonela Jaho - Eva-Maria Westbroek |
| Dirigent                                                    | Vladimir Jurowski                                                                                    | - Marc Albrecht - Daniele Gatti - Fabio Luisi - Kazushi Ōno - Simone Young |
| Chor                                                        | MusicAeterna                                                                                         | - Bayerische Staatsoper - Komische Oper - La Fenice - San Francisco Opera - Teatro Real |
| Orchester                                                   | Teatro alla Scala                                                                                    | - Bayerisches Staatsorchester - Bayreuther Festspiele - Deutsche Oper Berlin - Lyric Opera of Chicago - MusicAeterna |
| Regie                                                       | Mariusz Treliński                                                                                    | - David Bösch - David Hermann - Tobias Kratzer - David McVicar - Lydia Steier |
| Ausstattung                                                 | Paul Steinberg                                                                                       | - Charles Edwards - Christof Hetzer - Stuart Nunn - Dieter Richter - Anna Viebrock |
|                                                             | | |
| Opernhaus                                                   | Bayerische Staatsoper                                                                                | - La Fenice - Lyric Opera of Chicago - Oper Graz - Opera North - Teatro Real |
| Festival                                                    | Festival Verdi                                                                                       | - Bayreuther Festspiele - Glyndebourne - Opera Forward - Opera Philadelphia O17 - Santa Fe Opera |
|                                                             | | |
| Neuinszenierung verliehen von The Vineyard                  | Britten: Billy Budd Regie: Deborah Warner, Teatro Real                                               | - Berg: Wozzeck, Regie: William Kentridge, Salzburger Festspiele - Britten: Death in Venice, Regie: Demis Volpi, Oper Stuttgart - Mozart: La clemenza di Tito, Regie: Claus Guth, Glyndebourne - Verdi: Stiffelio, Regie: Graham Vick, Teatro Regio di Parma - Wagner: Die Meistersinger von Nürnberg, Regie: Barrie Kosky, Bayreuther Festspiele |
| Wiederentdeckung                                            | Krenek: Der Diktator; Schwergewicht oder Die Ehre der Nation; Das geheime Königreich, Oper Frankfurt | - Blomdahl: Aniara, Malmö Opera - Ginastera: Bomarzo, Teatro Real - Hindemith: Die Harmonie der Welt, Landestheater Linz - Isouard: Cendrillon, Manhattan School of Music - Keiser: Octavia, Innsbrucker Festwochen der Alten Musik |
| Uraufführung                                                | Brett Dean: Hamlet, Glyndebourne                                                                     | - Mason Bates: The (R)evolution of Steve Jobs, Santa Fe Opera - Chaya Czernowin: Infinite Now, Opera Vlaanderen in Koproduktion mit dem Nationaltheater Mannheim - Avner Dorman: Wahnfried, Badisches Staatstheater - Sebastian Fagerlund: Herbstsonate, Finnische Nationaloper - Julian Grant: The Nefarious, Immoral yet Highly Profitable Enterprise of Mr Burke and Mr Hare, Boston Lyric Opera - Arnulf Herrmann: Der Mieter, Oper Frankfurt - Tang Jianping: 170 Days in Nanking, Jiangsu Centre for the Performing Arts |
|                                                             | | |
| Aufnahme (vollständige Oper)                                | Berlioz: Les Troyens, Erato                                                                          | - Andriessen: Theatre of the World, Nonesuch Records - Lully: Armide, Aparté - Martinů: The Greek Passion, Oehms - Méhul: Uthal, Palazzetto Bru Zane - Wagner: Lohengrin, Deutsche Grammophon |
| Aufnahme (Recital)                                          | Véronique Gens: Visions, Alpha                                                                       | - Sophie Bevan: Perfido!, Signum Classics - Joyce El-Khoury: Echo & Michael Spyres: Espoir, Opera Rara - Juan Diego Flórez: Mozart Arias, Sony - Jonas Kaufmann: L'Opéra, Sony - Camilla Tilling: Gluck & Mozart Arias, BIS |
|                                                             | | |
| Junger Sänger verliehen von Mazars                          | Wallis Giunta                                                                                        | - Aigul Akhmetshina - Liparit Avetisyan - Gordon Bintner - Amartuvshin Enkhbat - Lauren Fagan - Anush Hovhannisyan - Isabella Lee - Federica Lombardi - Natalya Romaniw |
| Reader’s Award verliehen vom Opera Magazine                 | Pretty Yende                                                                                         | - Cecilia Bartoli - Joyce DiDonato - Bryan Hymel - Ambrogio Maestri - Karita Mattila - René Pape - Luca Pisaroni |
| Newcomer                                                    | Barbora Horáková Joly, Regisseurin                                                                   | - Gianmaria Aliverta, Regisseur - Jordan de Souza, Dirigent - David Hertzberg, Komponist - Dane Lam, Dirigent - Giedrė Šlekytė, Dirigentin |
| Erziehung und Wirkung                                       | Opera Holland Park                                                                                   | - Chicago Opera Theater - Florida Grand Opera - Garsington Opera - La Monnaie - Polnische Nationaloper |
| Lebensleistung                                              | Teresa Berganza                                                                                      | |
| Leadership in Opera verliehen vom Good Governance Institute | Bernd Loebe                                                                                          | |
| Philanthropie                                               | Annette Campbell-White                                                                               | |